# Parafia św. Jana Nepomucena w Wielbarku
Parafia Świętego Jana Nepomucena – rzymskokatolicka parafia w Wielbarku, należąca do archidiecezji warmińskiej i dekanatu Szczytno. Została utworzona w 1888 roku. Mieści się przy ulicy Ogrodowej.